# Burgille
Burgille är en kommun i departementet Doubs i regionen Bourgogne-Franche-Comté i östra Frankrike. Kommunen ligger i kantonen Audeux som tillhör arrondissementet Besançon. År 2022 hade Burgille 568 invånare.

## Befolkningsutveckling
Antalet invånare i kommunen Burgille
Referens:INSEE

## Galleri

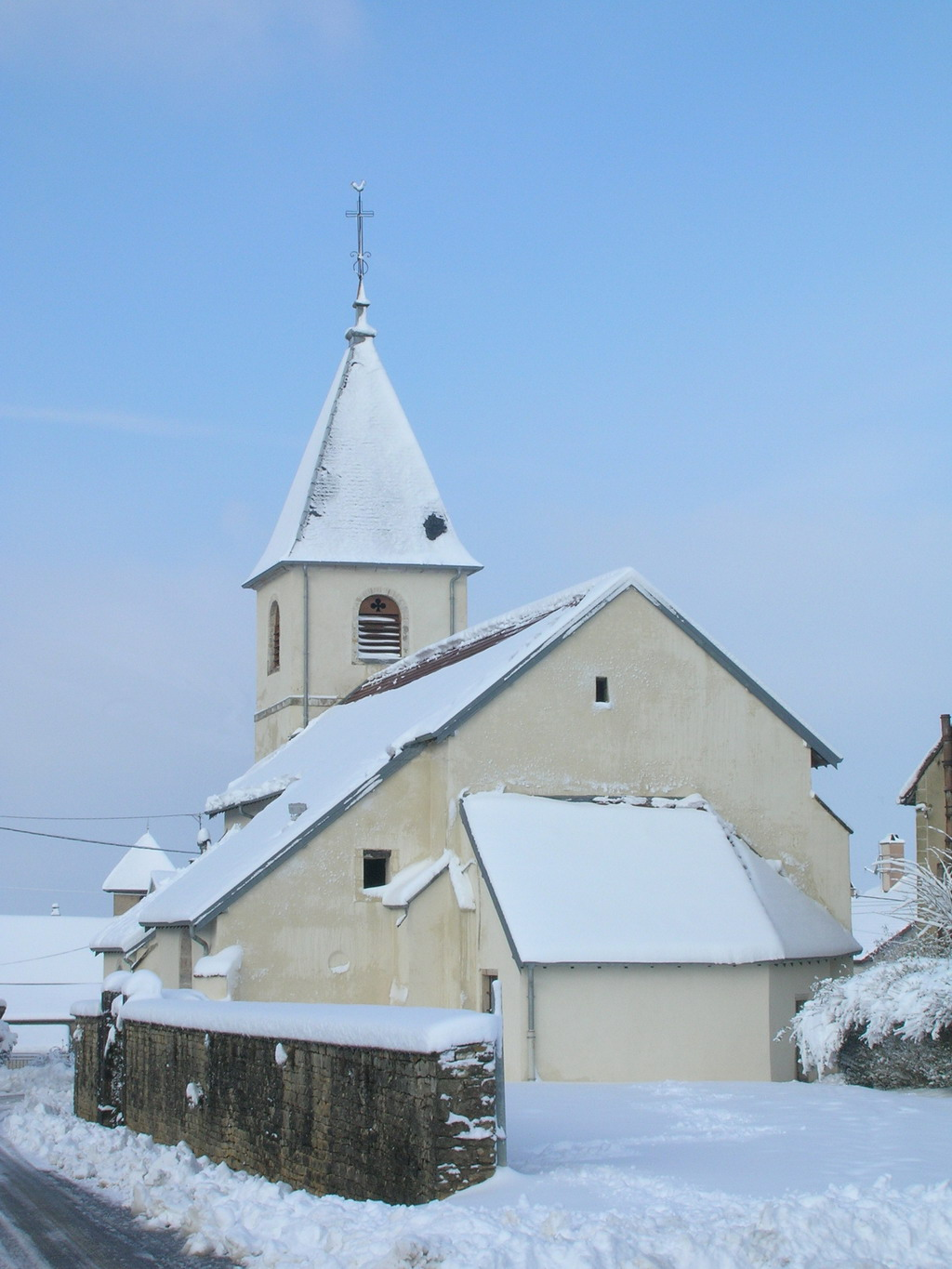
Burgille kyrka
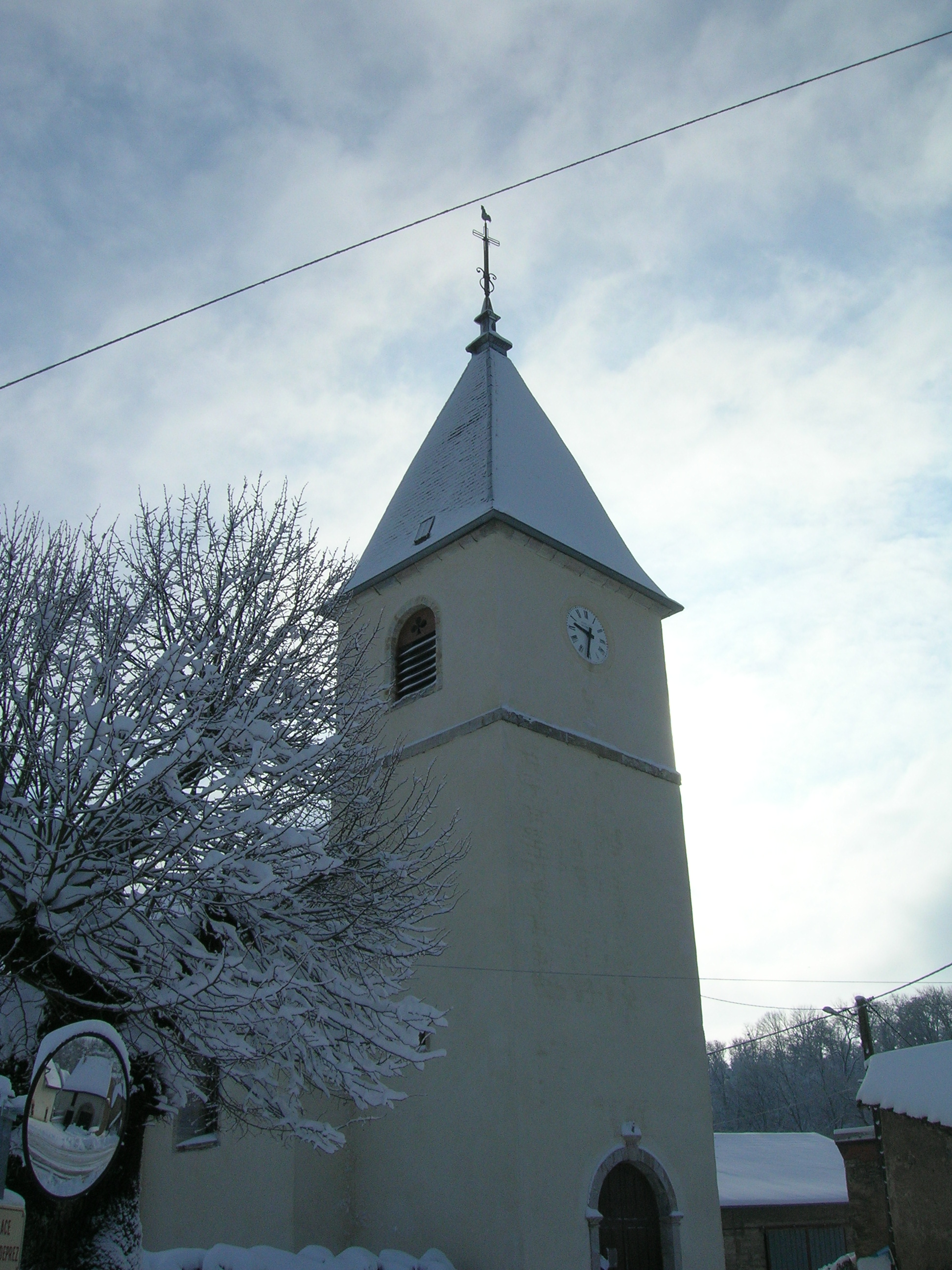
Kyrktornet
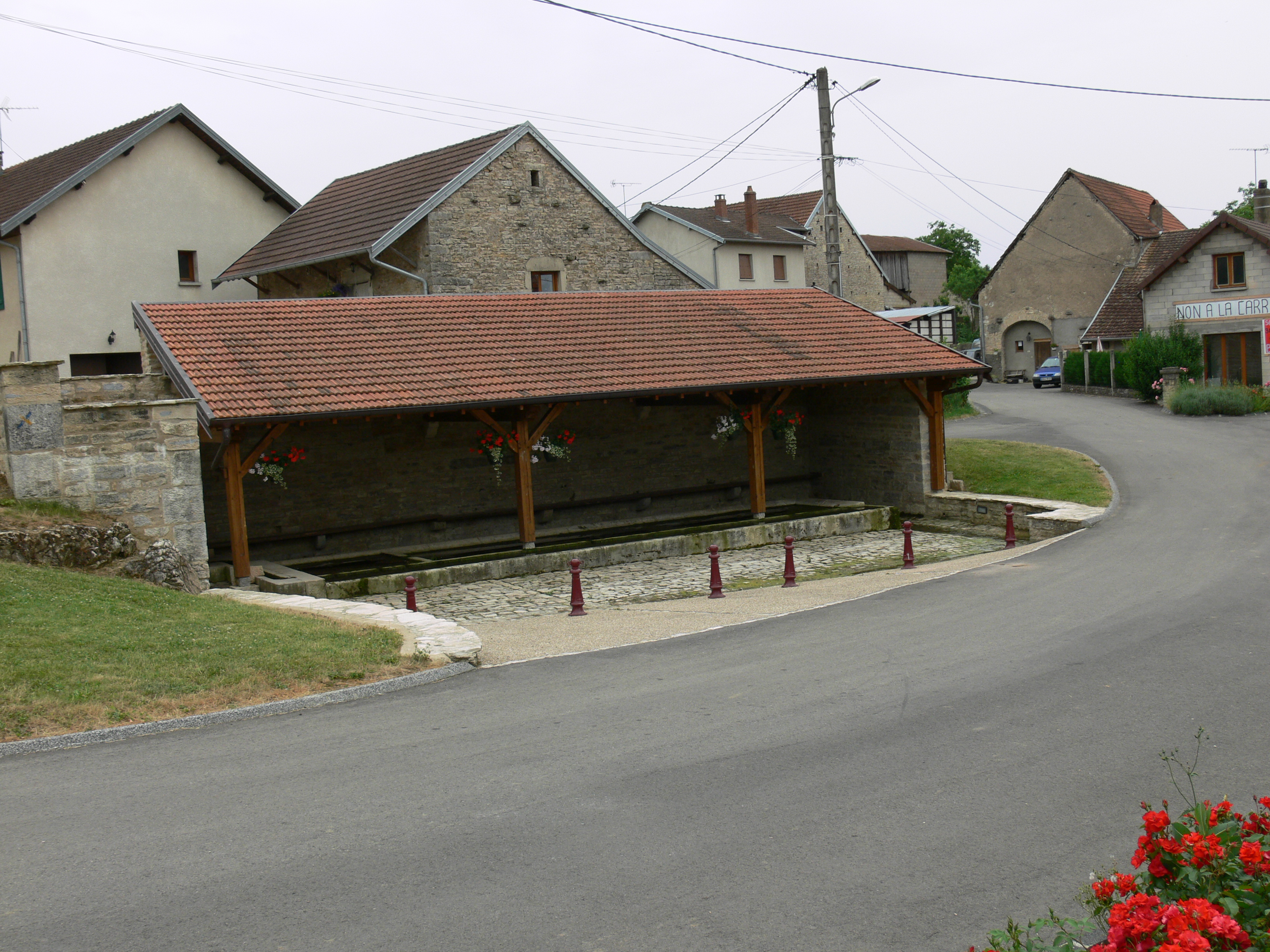
Tvätthuset